# Дом на благотворителността и народното здраве „Димитър Петров Кудоглу“ (Пловдив)
Домът на благотворителността и народното здраве „Димитър Петров Кудоглу“ e здравно заведение, чиято емблематична сграда в центъра на Пловдив е разрушена през 1973 г. при оформяне на централния площад и разширението на сградата на централна поща. Домът се е намирал на мястото на южните стълби на Централна поща.

## История
До 1891 г. мястото на днешния площад „Централен“ е било в полето, извън града. През 1892 г. драматическа трупа „Сълза и смях“ се мести от София в Пловдив и общината дава терен на групата да си изградят нов театър. Новата сграда е изградена от дърво. Само за първите два месеца над 30 хил. зрители, почти колкото е било населението на града по това време, посещават постановките на театъра. На 20 февруари 1896 г. при пожар театърът изгаря до основи.
На мястото на театъра през 1923 г. бил изграден хотел „Цар Симеон“ на Михаил Димитров. Българският търговец на тютюн Димитър Кудоглу през 1924 г., само няколко месеца след смъртта на съпругата си, се връща към идеята си за създаване в Пловдив на здравно заведение, в което „да намират на вечни времена изцерение и облекчение страдащите хора от най-опасните и заразни болести“. В края на 1926 г. Димитър закупува за 5 милиона лева сградата на хотела, финансира с още 3,5 милиона лева нейното преустройство и оборудване с най-съвременна медицинска апаратура, дарява и двата си тютюневи склада в Пловдив на ул. „Иван Вазов“, с приходите от които да се издържа Дома. Така се ражда Домът на благотворителността и народното здраве „Димитър Петров Кудоглу“ – първото социално здравно заведение в България. По своята структура и начин на обслужване Домът е здравно заведение от тип диспансер,
Тържественото откриване на Дома е на 8 октомври 1927 г. – Димитровден, в присъствието на министър-председателя Андрей Ляпчев, лекарите – професор Стефан Ватев, професор Богомил Берон, д-р Владимир Руменов, кмета на Пловдив Панайот Костов, Димитър Кудоглу, неговите роднини и пловдивчани. Стотици хиляди болни от Пловдив и Южна България намират тук съвет и лечение в новото здравно заведение. Историците са изчислили, че до 1944 г. средствата, дарени от Димитър Кудоглу за Дома, надхвърлят 39 милиона лева.
Вторият трус на Чирпанското земетресение на 18 април 1928 г. нанася значителни щети на сградата на Дома. Повредени са входните колони, разцепена е стената на западната фасада, отчасти е съборена северната стена. Временно диспансерът е настанен в други помещения на Кудоглу до гарата, а той поема разходите по всички ремонти на стойност 1 500 000 лв. През 1930 г. Домът установява връзки с почти всички фондации за борба със социално значимите болести в Европа и Рокфелеровата фондация в САЩ и дейността му е съобразена с техния опит. През следващото десетилетие отделите на Дома разгръщат своята дейност и постигат забележителни резултати.
Димитър Кудоглу умира през месец март 1940 г. в Пловдив. Още през същата година в градската градина „Цар Симеон“ е издигнат негов бюст – паметник. Но през 1951 г. паметникът е преместен в белодробния диспансер на края на града.
След 1944 г. дейността и собствеността на Дома на благотворителността и народното здраве е одържавена. През 1948 г. някои от отделите на диспансера са прехвърлени към Медицинския факултет в Пловдив, а през 1951 г. Министерството на народното здраве и социалните грижи, във връзка със системата на общественото подпомагане, закрива окончателно Ефорията и фактически одържавява фондацията.
На 20 юли 1970 г. Градският съвет за планово изграждане на населените места решава при проектирането на разширението да пощата да се разработи вариант за вграждане на дома. Въпреки че домът е паметник на културата, след намеса на Министерството на икономиката и строителството, и въпреки съпротивата на тогавашния кмет на Пловдив Диран Парикян, сградата е разрушена през 1973 г.
На 25 май 2010 г. в Народна библиотека „Иван Вазов“ постъпват архивни документи, разкриващи дейността на Дома – Протоколна книга, Книга на посетителите на дома и Златна книга на благотворителите. Документите са от архива на Недко Каблешков, дарени от неговата внучка Райна Каблешкова.

## Управление
За управлението на дома на 1 декември 1926 г. е създадена фондация, чието управление е възложено на съвет, наречен Ефория. В съвета влизат:
- Недко Каблешков, председател
- Димитър П. Кудоглу, учредител,
- Г. Преславски, окръжен управител
- Петър Дренски, кмет
- Г. Ямболиев, председател на Окръжната постоянна комисия
- д-р К. Добрев, подпредседател на Червения кръст,
- Христо Льочков,
- Димитър Турдоглу,
- Константин Турдоглу.

Министър-председателят Андрей Ляпчев внася в ХХІ Народно събрание законопроект за Дома на благотворителността и народното здраве „Димитър Петров Кудоглу“ в Пловдив. На третото четене на законопроекта, след заключително благодарствено изказване на народния представител Никола Мушанов и след бурни ръкопляскания, законопроектът е приет. С Указ № 797 на цар Борис ІІІ от 22 декември 1926 г. е утвърден законът за Дома. Благодарствени поздравления Димитър Кудоглу получава от Александър Цанков, председател на ХХІ Обикновено народно събрание, от Андрей Ляпчев, министър-председател, от Светия синод и много други.

## Структура на диспансера
Диспансерът е включвал следните отдели:
- Отдел за борба с туберкулоза

Неговата дейност е да открива туберкулозно болните, да ги привлича за преглед и съвети, да изучава семейното и социалното им положение и да води борба против причинителя на заболяването.
- Отдел за децата и майките

Негова задача е да осъществява наблюдение и прегледи на бременни жени, майки кърмачки и деца до 14 годишна възраст.
- Отдел за борба с венерически болести

Отделът дава дава възможност на заразените от венерически болести от двата пола да бъдат преглеждани, да получават съвети и да бъдат методично лекувани.
Към Дома са разкрити и помощни звена:
- Рентгенов кабинет
- Електролечебен кабинет
- Бактериологическа лаборатория

По-късно е открита и Противобясна станция.